# Cylindropuntia tetracantha
Cylindropuntia tetracantha là một loài thực vật có hoa trong họ Cactaceae. Loài này được (Toumey) F.M.Knuth mô tả khoa học đầu tiên năm 1935.